# 2017 FO161
2017 FO161 ist ein großes transneptunisches Objekt im Kuipergürtel, das bahndynamisch als Scattered Disk Object (SDO) oder als Zentaur eingestuft wird. Aufgrund seiner Größe gehört der Asteroid möglicherweise zu den Zwergplanetenkandidaten.

## Entdeckung
2017 FO161 wurde am 23. März 2017 von Scott Sheppard und Chad Trujillo mit dem 4,0-m-Víctor-M.-Blanco-Teleskop (DECam) am Cerro Tololo-Observatorium (Chile) entdeckt. Die Entdeckung wurde am 2. April 2018 bekanntgegeben.
Der Beobachtungsbogen des Planetoiden beginnt mit der offiziellen Entdeckungsbeobachtung am 23. März 2017. Seither wurde der Planetoid durch verschiedene erdbasierte Teleskope beobachtet. Im Februar 2019 lagen insgesamt 14 Beobachtungen über einen Zeitraum eines knappen Jahres vor. Die bisher letzte Beobachtung wurde im März 2018 am Las-Campanas-Observatorium (Chile) durchgeführt. (Stand 14. März 2019)

## Eigenschaften

### Umlaufbahn
2017 FO161 umkreist die Sonne in 482,48 Jahren auf einer stark elliptischen Umlaufbahn zwischen 33,86 AE und 89,17 AE Abstand zu deren Zentrum. Die Bahnexzentrizität beträgt 0,450, die Bahn ist 54,05° gegenüber der Ekliptik geneigt. Derzeit ist der Planetoid 35,08 AE von der Sonne entfernt. Das Perihel durchläuft er das nächste Mal 2163, der letzte Periheldurchlauf dürfte also im Jahre 1680 erfolgt sein.
Marc Buie (DES) klassifiziert den Planetoiden als SDO oder als Zentauren, während das Minor Planet Center ihn ebenfalls als SDO einordnet; letzteres führt ihn auch allgemein als «Distant Object».

### Größe
Derzeit wird von einem Durchmesser von 373 km ausgegangen, basierend auf einem Rückstrahlvermögen von 8 % und einer absoluten Helligkeit von 5,6 m. Ausgehend von diesem Durchmesser ergibt sich eine Gesamtoberfläche von etwa 437.000 km2. Die scheinbare Helligkeit von 2017 FO161 beträgt 24,25 m.
Da es denkbar ist, dass sich 2017 FO161 aufgrund seiner Größe im hydrostatischen Gleichgewicht befindet und somit weitgehend rund sein könnte, erfüllt er möglicherweise die Kriterien für eine Einstufung als Zwergplanet. Mike Brown geht davon aus, dass es sich bei 2017 FO161 um vielleicht einen Zwergplaneten handelt.
| Jahr                                         | Abmessungen km | Quelle   |
| -------------------------------------------- | -------------- | -------- |
| 2018                                         | 404,0          | Johnston |
| 2018                                         | 373,0          | Brown    |
| Die präziseste Bestimmung ist fett markiert. |                |          |